# Marcelino Sión Castro
Marcelino Sión Castro (nascut el 27 de novembre de 1957) és un jugador d'escacs lleonès, que té el títol de Mestre Internacional des de 1990.

## Resultats destacats en competició
Va ser subcampió d'Espanya l'any 1990 darrere de Jordi Magem i Badals.
Va participar representant Espanya en les Olimpíades d'escacs de 1990 a Novi Sad, i va ser capità de l'equip olímpic d'escacs espanyol entre 1999 i 2003.

### Altres activitats
És també entrenador (el seu alumne més destacat és el també lleonès Jaime Santos Latasa) i organitzador d'escacs, i des de 1997 fa de director de l'important Torneig d'Escacs Magistral de Lleó.